# جون سيويل (لاعب كرة قدم)
جون سيويل (بالإنجليزية: John Sewell)‏ هو لاعب كرة قدم بريطاني في مركز الدفاع، ولد في 7 يوليو 1936 في بروكلي ‏ في المملكة المتحدة. لعب مع تشارلتون أثلتيك وسانت لويس ستارز وكريستال بالاس ونادي ليتون أورينت.